# Hohenackeria polyodon
Hohenackeria polyodon är en flockblommig växtart som beskrevs av Ernest Saint-Charles Cosson och Michel Charles Durieu de Maisonneuve. Hohenackeria polyodon ingår i släktet Hohenackeria och familjen flockblommiga växter. Inga underarter finns listade i Catalogue of Life.